# Loda
Loda é uma vila localizada no estado americano de Illinois, no Condado de Iroquois.

## Demografia
Segundo o censo americano de 2000, a sua população era de 419 habitantes.
Em 2006, foi estimada uma população de 411, um decréscimo de 8 (-1.9%).

## Geografia
De acordo com o United States Census Bureau tem uma área de
3,7 km², dos quais 3,7 km² cobertos por terra e 0,0 km² cobertos por água.

## Localidades na vizinhança
O diagrama seguinte representa as localidades num raio de 16 km ao redor de Loda.